# Christian Schumann (Politiker)
Christian Schumann (* 18. Januar 1604 in Annaberg; † 17. Juli 1661 in Dresden) war ein deutscher Politiker, Dresdner Ratsherr und Bürgermeister.
Schumann ist im Jahr 1640 erstmals als Mitglied des Dresdner Rates genannt und wird als Schreiber erwähnt, was auf eine akademische Ausbildung schließen lässt. 1653 übernahm er erstmals das Amt des Dresdner Bürgermeisters und übte dieses, im dreijährigen Wechsel, bis 1659 aus. Am 17. Juli 1661 starb er in Dresden und wurde im Chor der alten Frauenkirche beigesetzt.